# Piptatherum
Genre
Piptatherum  est un genre de plantes monocotylédones de la famille des Poaceae (graminées), sous-famille des Pooideae, originaire des régions subtropicales de l'Ancien Monde et d'Amérique du Nord, qui comprend une trentaine d'espèces.
Ce sont des plantes herbacées vivaces, cespiteuses, aux tiges (chaumes) de 10 à 140 cm de long, aux inflorescences en panicules. 

## Liste des espèces
Selon The Plant List (4 juillet 2017) :
- Piptatherum aequiglume (Duthie ex Hook.f.) Roshev.
- Piptatherum alpestre (Grig.) Roshev.
- Piptatherum angustifolium (Regel) Munro ex Boiss.
- Piptatherum baluchistanicum Freitag
- Piptatherum barbellatum Mez
- Piptatherum blancheanum Desv. ex Boiss.
- Piptatherum canadense (Poir.) Dorn
- Piptatherum coerulescens (Desf.) P.Beauv.
- Piptatherum ferganense (Litv.) Roshev.
- Piptatherum flaccidum Freitag
- Piptatherum gracile Mez
- Piptatherum grandispiculum (P.C.Kuo & Z.L.Wu) S.M.Phillips & Z.L.Wu
- Piptatherum grigorjevii Tzvelev
- Piptatherum hilariae Pazij
- Piptatherum holciforme (M.Bieb.) Roem. & Schult.
- Piptatherum kopetdagense (Roshev.) Romasch.
- Piptatherum kuoi S.M.Phillips & Z.L.Wu
- Piptatherum laterale (Regel) Nevski
- Piptatherum latifolium (Roshev.) Nevski
- Piptatherum micranthum (Trin. & Rupr.) Barkworth
- Piptatherum microcarpum (Pilg.) Tzvelev
- Piptatherum miliaceum (L.) Coss. (Synonyme : Oloptum miliaceum)
- Piptatherum molinioides Boiss.
- Piptatherum munroi (Stapf ex Hook.f.) Mez
- Piptatherum pamiralaicum (Grig.) Roshev.
- Piptatherum paradoxum (L.) P.Beauv.
- Piptatherum platyanthum Nevski
- Piptatherum purpurascens (Hack. ex Paulsen) Roshev.
- Piptatherum rechingeri (Bor) Freitag
- Piptatherum roshevitsianum Tzvelev
- Piptatherum sogdianum (Grig.) Roshev.
- Piptatherum songaricum (Trin. & Rupr.) Roshev.
- Piptatherum tibeticum Roshev.
- Piptatherum virescens (Trin.) Boiss.